# HOPE Cape Town
HOPE Cape Town (vollständig: HIV Outreach Programme and Education Cape Town) ist eine südafrikanische gemeinnützige Organisation, die sich seit 2001 für HIV-positive Kinder, Jugendliche und deren Familien in der Provinz Westkap einsetzt. Die Organisation gilt als historischer Pionier der pädiatrischen HIV-Behandlung in Südafrika und als international anerkanntes Modell für kultursensible Gesundheitsversorgung.

## Geschichte

### Gründung und Pionierleistung
HOPE Cape Town wurde am 29. Oktober 2001 als registrierte Non-Profit-Organisation (NPO) gegründet, zeitgleich mit der offiziellen Eröffnung der Ithemba Ward am Tygerberg Hospital. Die Organisation entstand aus einer gemeinsamen Initiative der deutschsprachigen katholischen Gemeinde Kapstadt, des Rotary Club Signal Hill, der Universität Stellenbosch (Medizinische Fakultät) und des Tygerberg Academic Health Complex.
Die Gründung erfolgte unter der Leitung des deutschen Pfarrers Stefan Hippler, der gemeinsam mit Monika Esser, Leiterin der Immunologie am Tygerberg Hospital, die erste spezialisierte Station für HIV-positive Kinder (G7 Ithemba Ward) etablierte. Diese Station war wegweisend für die tertiäre Betreuung HIV-positiver Kinder in Südafrika zu einer Zeit, als antiretrovirale Behandlungen noch nicht staatlich bereitgestellt wurden.

### Wissenschaftliche Partnerschaften
Seit 2008 führt HOPE Cape Town in Kooperation mit der KID-CRU (Children's Infectious Diseases Clinical Research Unit, heute FAMCRU) und der medizinischen Fakultät der Universität Stellenbosch ein kombiniertes klinisches und Forschungsprogramm für internationale Medizinstudenten durch. Zu den akademischen Partnern gehören die Technische Universität München, die Hochschule Niederrhein sowie weitere deutsche Universitäten.
Die Organisation unterhält offizielle Kooperationen mit der Universität Stellenbosch und ist am Tygerberg Campus der medizinischen Fakultät im Clinical Building lokalisiert. Ein gemeinsames Wahlprogramm für Medizinstudenten wird seit 2008 erfolgreich durchgeführt und bietet Einblicke in HIV-Forschung durch FAMCRU.

## Innovative Ansätze

### Integration traditioneller Heilkunde
HOPE Cape Town war 2003 die erste Organisation weltweit, die systematisch traditionelle Heiler (Sangomas) in HIV/AIDS-Programme integrierte. Dieser innovative Ansatz basierte auf der Überzeugung, dass alle Ebenen der Gemeindeleitung und -expertise für eine erfolgreiche HIV-, AIDS- und TB-Aufklärung wesentlich sind. Innerhalb der Pilotgemeinden arbeiten HOPE-Gesundheitsarbeiter und Sangomas zusammen, um koordinierte Dienstleistungen für Klienten bereitzustellen, die sowohl traditionelle Optionen als auch Klinikbehandlungen erkunden.
Das sogenannte "Muti-Projekt", das 2010 erweitert wurde, untersucht das Wechselwirkungspotential traditioneller Medikamente südafrikanischer Sangomas mit antiretroviralen Therapien (ARVs). Diese wissenschaftlich begleitete Initiative stellt einen einzigartigen Beitrag zur kultursensiblen Gesundheitsversorgung dar und wird international als Modellprojekt anerkannt.

## Internationale Anerkennung

### Politische Würdigung
HOPE Cape Town wird regelmäßig von hochrangigen deutschen und europäischen Politikern besucht und gilt als renommierte öffentlich-private Partnerschaft. Die Organisation ist als Beispielprojekt für deutsch-südafrikanische Entwicklungszusammenarbeit international anerkannt. Zu den dokumentierten Besuchern gehören:
- Angela Merkel, deutsche Bundeskanzlerin (2007)
- Joschka Fischer, ehemaliger deutscher Außenminister
- Annette Schavan, ehemalige deutsche Bundesministerin für Bildung und Forschung
- Jens Spahn, Parlamentarischer Staatssekretär im Bundesfinanzministerium
- Nelson Mandela, ehemaliger südafrikanischer Präsident
- Verschiedene Fachausschüsse des Deutschen Bundestages (Gesundheit, Digitale Agenda)[2]

### Messbare gesellschaftliche Auswirkungen
HOPE Cape Town betreibt Operationen in 18 verschiedenen Townships und arbeitet in 14 Kinderstationen und drei Geburtsstationen. Die Organisation beschäftigt über 40 Mitarbeiter, darunter 2 Ärzte, 1 Sozialarbeiter, 1 Ergotherapeut und 25 Gesundheitsarbeiter, die seit 2001 jährlich tausende Menschen unterstützen. Ein Netzwerk von 23 Gemeindegesundheitsarbeitern in 19 ausgewählten Township-Kliniken bietet aktuelle HIV-, AIDS- und TB-Kenntnisse, Beratung und Unterstützung.

### Deutsche Entwicklungszusammenarbeit
Die Organisation ist Teil der deutsch-südafrikanischen Entwicklungszusammenarbeit und wird durch das Bundesministerium für wirtschaftliche Zusammenarbeit und Entwicklung als Beispielprojekt für Gesundheitskooperation anerkannt.

## Organisation und Struktur

### Rechtlicher Status und Akkreditierungen
HOPE Cape Town ist als Public Benefit Organisation (PBO) unter der Nummer 93/00/24/843 und als Non-Profit-Organisation (NPO) unter der Nummer 053-417NPO in Südafrika registriert. Die Organisation verfügt über einen Level 4 BBBEE-Status und ist als Section 21 Company registriert.
Zusätzliche offizielle Registrierungen umfassen die Eintragung bei CharitySA, der südafrikanischen Plattform für Charity-Validierung, sowie bei betterplace.org als vertrauenswürdige internationale Spendenorganisation.

### Standorte und Infrastruktur
Der Hauptsitz befindet sich in Delft, Kapstadt, im „The Nex – Indawo Yethu" Campus. HOPE Cape Town ist außerdem am Tygerberg Hospital (Universität Stellenbosch, Clinical Building, 7. Stock) lokalisiert und unterhält Partnerschaften in 18 verschiedenen Township-Kliniken.

### Personal und Ausstattung
Die Organisation beschäftigt über 40 Mitarbeiter, darunter:
- 2 Ärztinnen
- 1 Sozialarbeiterin
- 1 Ergotherapeutin
- 25 Gesundheitsarbeiterinnen
- Weitere Fachkräfte und Unterstützungspersonal[5]

## Arbeitsbereiche

### Gesundheitsversorgung
HOPE Cape Town betreut im Tygerberg Hospital 14 Kinderstationen und drei Entbindungsstationen und arbeitet eng mit dem Gesundheitsministerium der Provinz Westkap zusammen. Die Organisation unterstützt ein Netzwerk von Gemeindegesundheitsarbeitern in 19 ausgewählten Township-Kliniken zur Bereitstellung aktueller HIV-, AIDS- und TB-Kenntnisse.

### Berufsausbildung und Wirtschaftskooperationen
2019 unterzeichnete HOPE Cape Town ein Memorandum of Understanding mit der Deutsch-Südafrikanischen Industrie- und Handelskammer zur Bereitstellung dualer Berufsausbildung nach deutschem Vorbild. Diese Kooperation bringt erstmals die deutsche duale Ausbildung in die Provinz Westkap und wird durch die Bayerische Staatsregierung unterstützt.
Die Programme finden im "Bayerischen Haus" auf dem Campus "The Nex - Indawo Yethu" statt, das am 4. Dezember 2021 offiziell vom Premierminister der Provinz Westkap, Alan Winde, und dem Geschäftsführer der Handelskammer, Matthias Boddenberg, eröffnet wurde. Das Projekt steht unter der Schirmherrschaft der bayerischen Landtagspräsidentin Ilse Aigner sowie der Landtagsabgeordneten Maximilian Böltl und Thomas Gierling.

## Internationale Organisationsstruktur
HOPE Cape Town besteht aus vier separaten Organisationseinheiten:

### HOPE Cape Town Trust
Verantwortlich für Mittelbeschaffung und Nachhaltigkeit der Organisation.

### HOPE Cape Town Association
Umsetzungs- und Überwachungsstelle für Programme.

### HOPE Cape Town USA
2016 als 501(c)(3)-Organisation in Ann Arbor, Michigan gegründet, fördert den Ideenaustausch und internationale Zusammenarbeit. Die US-amerikanische Schwesterorganisation wurde etabliert, um Forschungskooperationen zu stärken und gemeinsame Wege in der Mittelbeschaffung zu entwickeln.

### HOPE Kapstadt Stiftung
2007 als Treuhandstiftung der Deutschen AIDS-Stiftung in Bonn gegründet, ermöglicht deutschen Spendern steuerlich absetzbare Unterstützung und organisiert die jährliche HOPE-Gala in Dresden. Die Stiftung wurde nach dem offiziellen Besuch von Bundeskanzlerin Angela Merkel 2007 in Kapstadt etabliert und hat seitdem über 2,5 Millionen Euro für das Projekt gesammelt.
Die HOPE-Gala Dresden gilt als größte Benefizveranstaltung für HOPE Cape Town und wird jährlich von prominenten deutschen Persönlichkeiten unterstützt.

## Auszeichnungen und Ehrungen
- Der Gründer Stefan Hippler erhielt 2008 den Erich Kästner-Preis des Dresdner Presseclubs für sein Engagement im HIV- und AIDS-Bereich in Südafrika und seinen Beitrag für Toleranz, Humanität und Völkerverständigung[7]
- 2021 wurde Hippler mit dem Bundesverdienstkreuz für sein „außerordentliches, über 20 Jahre währendes Engagement in den Armenvierteln Kapstadts" ausgezeichnet. Die Verleihung erfolgte durch Generalkonsul Matthias Hansen im Namen von Bundespräsident Frank-Walter Steinmeier in der Botschafterresidenz in Kapstadt.[8][9]

## Finanzierung
Die Organisation ist vollständig durch private Spender, Stiftungen und Unternehmen finanziert und erhält keine staatliche Förderung aus Südafrika. Dies ermöglicht HOPE Cape Town, seine Unabhängigkeit zu bewahren und als externe Organisation Druck auszuüben, obwohl es starke Partnerschaften mit den Gesundheitsabteilungen der Stadt Kapstadt und der Provinzverwaltung unterhält.
Zu den dokumentierten Unterstützern gehören der Unternehmer Danilo Schmidt mit seiner Frau Anna, die Udo Lindenberg-Stiftung sowie verschiedene deutsche und internationale Stiftungen. Die jährliche HOPE-Gala in Dresden sammelte in 15 Jahren bis 2020 über 2,5 Millionen Euro an Spenden und gilt als größte Einzelspenderin für HOPE Cape Town.
Weitere Unterstützung kommt durch Benefizveranstaltungen wie den "Ball of Hope" in Südafrika, organisiert von der Deutsch-Südafrikanischen Industrie- und Handelskammer, sowie durch verschiedene Unternehmenspartnerschaften.